# 許順榮
許順榮（韓語：허순영，1975年9月28日—），韓國女子手球運動員，亦是韓國國家女子手球隊隊員。
2008年，許順榮代表韩国參加中國北京舉行的奥林匹克运动会女子手球比賽，最終贏得一面銅牌。